# New York Jets 2019
La stagione 2019 dei New York Jets è stata la 60ª della franchigia, la 49ª nella National Football League e la prima con Adam Gase come capo-allenatore. Questa annata vide la presentazione di un nuovo logo e di nuove uniformi per la prima volta dal 1998. La squadra migliorò il record di 4–12 della stagione precedente ma mancò i playoff per il nono anno consecutivo. La stagione iniziò con un record di 1-7, complice anche l'assenza del quarterback titolare Sam Darnold a causa della mononucleosi. I Jets si ripresero nella seconda metà della'anno vincendo sei delle ultime otto gare e terminando con un bilancio di 7-9.

## Scelte nel Draft 2019
| Scelte dei Jets nel Draft 2019 |        |                  |       |               |
| Giro                           | Scelta | Giocatore        | Ruolo | College       |
| 1                              | 3      | Quinnen Williams | DE    | Alabama       |
| 3                              | 68     | Jachai Polite    | DE    | Florida       |
| 3                              | 92     | Chuma Edoga      | OT    | USC           |
| 4                              | 121    | Trevon Wesco     | TE    | West Virginia |
| 5                              | 157    | Blake Cashman    | LB    | Minnesota     |
| 6                              | 195    | Blessuan Austin  | CB    | Rutgers       |

## Staff
| Staff dei New York Jets nel 2019 |
| --- |
| Organi dirigenziali - Proprietario– Woody Johnson - Chairman/CEO – Christopher Johnson - Presidente – Hymie Elhai - General Manager – Joe Douglas - Assistente General Manager - Rex Hogan - Consigliere Senior – Neil Glat - Direttore senior, amministrazione del football – Dave Socie - Direttore del personale – Chad Alexander - Dirigente del personale – Rich Snead and Zach Truty - Osservatore dei college – Jon Carr Capo allenatore - Capo-allenatore - Adam Gase - Assistente c.a./Attacco/Wide Receiver – Shawn Jefferson - Assistente c.a./Difesa/Inside Linebacker – Frank Bush Altri allenatori - Preparatore atletico – Justus Galac - Assistenti p.a. – Aaron McLaurin e Joe Giacobbe Allenatori dell'attacco - Coordinatore offensivo/Quarterback – Dowell Loggains - Running Back – Jim Bob Cooter - Tight End – John Dunn - Offensive Line – Frank Pollack - Assistente Offensive Line – Derek Frazier - Assistenti attacco – Bo Hardegree, Chris Kragthorpe e Hines Ward Allenatori della difesa - Coordinatore difensivo – Gregg Williams - Defensive Line – Andre Carter - Assistente senior/Outside Linebacker – Joe Vitt - Gioco sui passaggi/Defensive Back – Dennard Wilson - Assistente Defensive Back – Steve Jackson - Assistenti difesa – Robby Brown, Blake Williams ed Eric Sanders Allenatori dello special team - Coordinatore special team – Brant Boyer - Assistente special team – Jeff Hammerschmidt |

## Roster
| Roster dei New York Jets nel 2019 |
| --- |
| Quarterback - 14 Sam Darnold - 19 Trevor Siemian Running Back - 26 Le'Veon Bell - 40 Trenton Cannon - 88 Ty Montgomery - 29 Bilal Powell Wide Receiver - 11 Robby Anderson - 15 Josh Bellamy - -- Braxton Berrios - 82 Jamison Crowder - 81 Quincy Enunwa - 18 Demaryius Thomas Tight End - 87 Daniel Brown - 85 Ryan Griffin - 47 Trevon Wesco Offensive Linemen - 68 Kelvin Beachum T - 77 Tom Compton G - 75 Chuma Edoga T - 78 Jonotthan Harrison C - 55 Ryan Kalil C - 61 Alex Lewis G - 70 Kelechi Osemele G - 79 Brent Qvale T - 72 Brandon Shell T - 67 Brian Winters G Defensive Linemen - 96 Henry Anderson DE - 94 Folorunso Fatukasi NT - -- John Franklin-Myers DE - 91 Bronson Kaufusi DE - 99 Steve McLendon NT - 98 Kyle Phillips DE - 97 Nathan Shepherd DE - 92 Leonard Williams DE - 95 Quinnen Williams DE Linebacker - 93 Tarell Basham OLB - 53 Blake Cashman ILB - 46 Neville Hewitt ILB - 48 Jordan Jenkins OLB - 44 Harvey Langi OLB - 50 Frankie Luvu OLB - 57 C.J. Mosley ILB Defensive Back - 33 Jamal Adams SS - -- Matthias Farley SS - -- Nate Hairston CB - -- Bennett Jackson SS - 22 Trumaine Johnson CB - 37 Arthur Maulet CB - 20 Marcus Maye FS - 45 Rontez Miles FS - 34 Brian Poole CB - 27 Darryl Roberts CB Special Team - 3 Kaare Vedvik K - 4 Lac Edwards P - 42 Thomas Hennessy LS Lista delle riserve - 41 Blessuan Austin CB (NF-Inj.) - 38 Brandon Bryant SS (IR) - 23 Jeremy Clark CB (IR) - 51 Brandon Copeland OLB (Sospeso) - 89 Chris Herndon TE (Sospeso) - 86 Bucky Hodges TE (IR) - 30 Jalin Moore RB (NF-Inj.) - 32 Mark Myers CB (IR) - 79 Charles Tapper DE (NF-Inj.) - 54 Avery Williamson ILB (IR) Squadra di allenamento - -- Josh Adams RB - 39 Valentine Holmes RB - 69 Ben Braden G - 8 Luke Falk QB - 9 Jeff Smith WR - 55 Jamey Mosley ILB - -- Kyron Brown - 76 Calvin Anderson OT 53 attivi, 11 inattivi, 8 nella squadra di allenamento |
| Legenda - I rookie sono in corsivo. - Il primo ruolo è il principale mentre gli eventuali successivi indicano i ruoli secondari. - (IR) sta per Injured Reserve ed indica la lista ristretta per un solo giocatore infortunato che può tornare ad allenarsi dopo la settimana 6 e a rientrare in prima squadra dopo che questa ha giocato 8 partite. - (NF-Inj.) / (NF-Ill.) stanno rispettivamente per Non-Football Injured e Non-Football Illness ed indicano le liste dove viene inserito un giocatore che ha un infortunio o una malattia non dipendente dal football americano. - (PUP) sta per Physically Unable to Perform ed indica la lista dove viene inserito un giocatore mentre è in attesa di recuperare la condizione fisica. Nella stagione regolare dopo la sesta partita giocata dalla propria squadra, il giocatore ha tempo tre settimane per riprendere ad allenarsi, più tre settimane aggiuntive dal suo rientro agli allenamenti per rientrare in prima squadra. |

## Calendario
| Stagione regolare |                    |                         |                    |                    |                         |                    |
| Turno             | Data               | Avversario              | Risultato          | Record             | Stadio                  | Sintesi            |
| 1                 | 8 settembre        | Buffalo Bills           | S 16–17            | 0–1                | MetLife Stadium         | Recap              |
| 2                 | 16 settembre       | Cleveland Browns        | S 3–23             | 0–2                | MetLife Stadium         | Recap              |
| 3                 | 22 settembre       | at New England Patriots | S 14–30            | 0–3                | Gillette Stadium        | Recap              |
| 4                 | Settimana di pausa | Settimana di pausa      | Settimana di pausa | Settimana di pausa | Settimana di pausa      | Settimana di pausa |
| 5                 | 6 ottobre          | at Philadelphia Eagles  | S 6–31             | 0–4                | Lincoln Financial Field | Recap              |
| 6                 | 13 ottobre         | Dallas Cowboys          | V 24–22            | 1–4                | MetLife Stadium         | Recap              |
| 7                 | 21 ottobre         | New England Patriots    | S 0–33             | 1–5                | MetLife Stadium         | Recap              |
| 8                 | 27 ottobre         | at Jacksonville Jaguars | S 15–29            | 1–6                | TIAA Bank Field         | Recap              |
| 9                 | 3 novembre         | at Miami Dolphins       | S 18–26            | 1–7                | Hard Rock Stadium       | Recap              |
| 10                | 10 novembre        | New York Giants         | V 34–27            | 2–7                | MetLife Stadium         | Recap              |
| 11                | 17 novembre        | at Washington Redskins  | V 34–17            | 3–7                | FedEx Field             | Recap              |
| 12                | 24 novembre        | Oakland Raiders         | V 34–3             | 4–7                | MetLife Stadium         | Recap              |
| 13                | 1º dicembre        | at Cincinnati Bengals   | S 6–22             | 4–8                | Paul Brown Stadium      | Recap              |
| 14                | 8 dicembre         | Miami Dolphins          | V 22–21            | 5–8                | MetLife Stadium         | Recap              |
| 15                | 12 dicembre        | at Baltimore Ravens     | S 21–42            | 5–9                | M&T Bank Stadium        | Recap              |
| 16                | 22 dicembre        | Pittsburgh Steelers     | V 16–10            | 6–9                | MetLife Stadium         | Recap              |
| 17                | 29 dicembre        | at Buffalo Bills        | V 13–6             | 7–9                | New Era Field           | Recap              |

Nota: gli avversari della propria division sono in grassetto.

## Classifiche

### Division
| AFC East             | AFC East | AFC East | AFC East | AFC East | AFC East | AFC East | AFC East | AFC East |
| vedi • disc. • mod.  | V        | S        | P        | PCT      | DIV      | CONF     | PF       | PS       |
| -------------------- | -------- | -------- | -------- | -------- | -------- | -------- | -------- | -------- |
| New England Patriots | 12       | 4        | 0        | .750     | 5–1      | 8-4      | 420      | 225      |
| Buffalo Bills        | 10       | 6        | 0        | .625     | 3–3      | 7-5      | 314      | 259      |
| New York Jets        | 7        | 9        | 0        | .438     | 2–4      | 4-8      | 276      | 459      |
| Miami Dolphins       | 5        | 11       | 0        | .313     | 2-4      | 4-8      | 306      | 494      |
|                      |          |          |          |          |          |          |          |          |
|                      |          |          |          |          |          |          |          |          |

### Conference
| American Football Conference           | American Football Conference | American Football Conference | American Football Conference | American Football Conference | American Football Conference | American Football Conference | American Football Conference | American Football Conference | American Football Conference | American Football Conference |
| Pos.                                   | Squadra                      | Division                     | V                            | S                            | P                            | PCT                          | DIV                          | CONF                         | SOS                          | SOV                          |
| Capolista di Division                  | Capolista di Division        | Capolista di Division        | Capolista di Division        | Capolista di Division        | Capolista di Division        | Capolista di Division        | Capolista di Division        | Capolista di Division        | Capolista di Division        | Capolista di Division        |
| -------------------------------------- | ---------------------------- | ---------------------------- | ---------------------------- | ---------------------------- | ---------------------------- | ---------------------------- | ---------------------------- | ---------------------------- | ---------------------------- | ---------------------------- |
| 1                                      | Baltimore Ravens             | North                        | 14                           | 2                            | 0                            | .875                         | 5–1                          | 10–2                         | .400                         | .356                         |
| 2                                      | Kansas City Chiefs           | West                         | 12                           | 4                            | 0                            | .750                         | 6–0                          | 9–3                          | .436                         | .414                         |
| 3                                      | New England Patriots         | East                         | 12                           | 4                            | 0                            | .750                         | 5-1                          | 8-4                          | .549                         | .507                         |
| 4                                      | Houston Texans               | South                        | 10                           | 6                            | 0                            | .625                         | 4-2                          | 8-4                          | .441                         | .459                         |
| Wild Card                              |                              |                              |                              |                              |                              |                              |                              |                              |                              |                              |
| 5                                      | Buffalo Bills                | East                         | 10                           | 6                            | 0                            | .625                         | 3-3                          | 7-5                          | .330                         | .214                         |
| 6                                      | Tennessee Titans             | South                        | 9                            | 7                            | 0                            | .563                         | 3-3                          | 7-5                          | .539                         | .452                         |
| In corsa per i play-off                |                              |                              |                              |                              |                              |                              |                              |                              |                              |                              |
| 7                                      | Pittsburgh Steelers          | North                        | 8                            | 8                            | 0                            | .500                         | 3-3                          | 6-6                          | .481                         | .336                         |
| 8                                      | Denver Broncos               | West                         | 7                            | 9                            | 0                            | .438                         | 3-3                          | 6-6                          | .554                         | .353                         |
| 9                                      | Oakland Raiders              | West                         | 7                            | 9                            | 0                            | .438                         | 3-3                          | 5-7                          | .451                         | .404                         |
| 10                                     | Indianapolis Colts           | South                        | 7                            | 9                            | 0                            | .438                         | 3-3                          | 5-7                          | .630                         | .575                         |
| 11                                     | New York Jets                | East                         | 7                            | 9                            | 0                            | .438                         | 2-4                          | 4-8                          | .485                         | .275                         |
| 12                                     | Jacksonville Jaguars         | South                        | 6                            | 10                           | 0                            | .375                         | 2-4                          | 6-6                          | .500                         | .500                         |
| 13                                     | Cleveland Browns             | North                        | 6                            | 10                           | 0                            | .375                         | 3-3                          | 6-6                          | .544                         | .419                         |
| 14                                     | Los Angeles Chargers         | West                         | 5                            | 11                           | 0                            | .313                         | 0-6                          | 3-9                          | .490                         | .300                         |
| 15                                     | Miami Dolphins               | East                         | 5                            | 11                           | 0                            | .313                         | 2-4                          | 4-8                          | .554                         | .450                         |
| 16                                     | Cincinnati Bengals           | North                        | 2                            | 14                           | 0                            | .125                         | 1-5                          | 2-10                         | .639                         | .000                         |
| Criteri di spareggio                   |                              |                              |                              |                              |                              |                              |                              |                              |                              |                              |
| 1.                                     |                              |                              |                              |                              |                              |                              |                              |                              |                              |                              |
| Legenda                                |                              |                              |                              |                              |                              |                              |                              |                              |                              |                              |
| w — wild card ottenuta                 |                              |                              |                              |                              |                              |                              |                              |                              |                              |                              |
| x — partecipazione ai playoff ottenuta |                              |                              |                              |                              |                              |                              |                              |                              |                              |                              |
| y — campioni di division               |                              |                              |                              |                              |                              |                              |                              |                              |                              |                              |
| z — salto del primo turno di play-off  |                              |                              |                              |                              |                              |                              |                              |                              |                              |                              |
| * — vantaggio del campo ottenuto       |                              |                              |                              |                              |                              |                              |                              |                              |                              |                              |

## Premi

### Premi settimanali e mensili
- Sam Darnold:

giocatore offensivo della AFC della settimana 6
- Jamal Adams:

difensore della AFC della settimana 10